# 미시마 미치하루

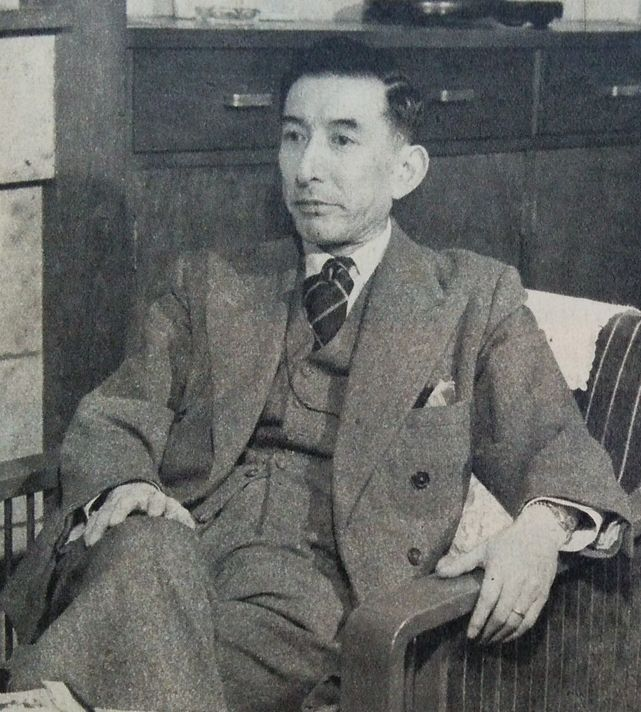
미시마 미치하루

미시마 미치하루(三島彌太郎)는 일본의 소설가, 극작가, 연극 평론가이다. 작위는 자작. 필명은 미시마 쇼도(三島章道). 시조 다카우타(四条隆謌) 후작의 외손. 미시마 야히코의 조카
| 전임 미시마 야타로 | 제3대 미시마 자작가 당주 1919년 ~ 1947년 | 후임 화족제도 폐지 |